# Archiv für Musikwissenschaft

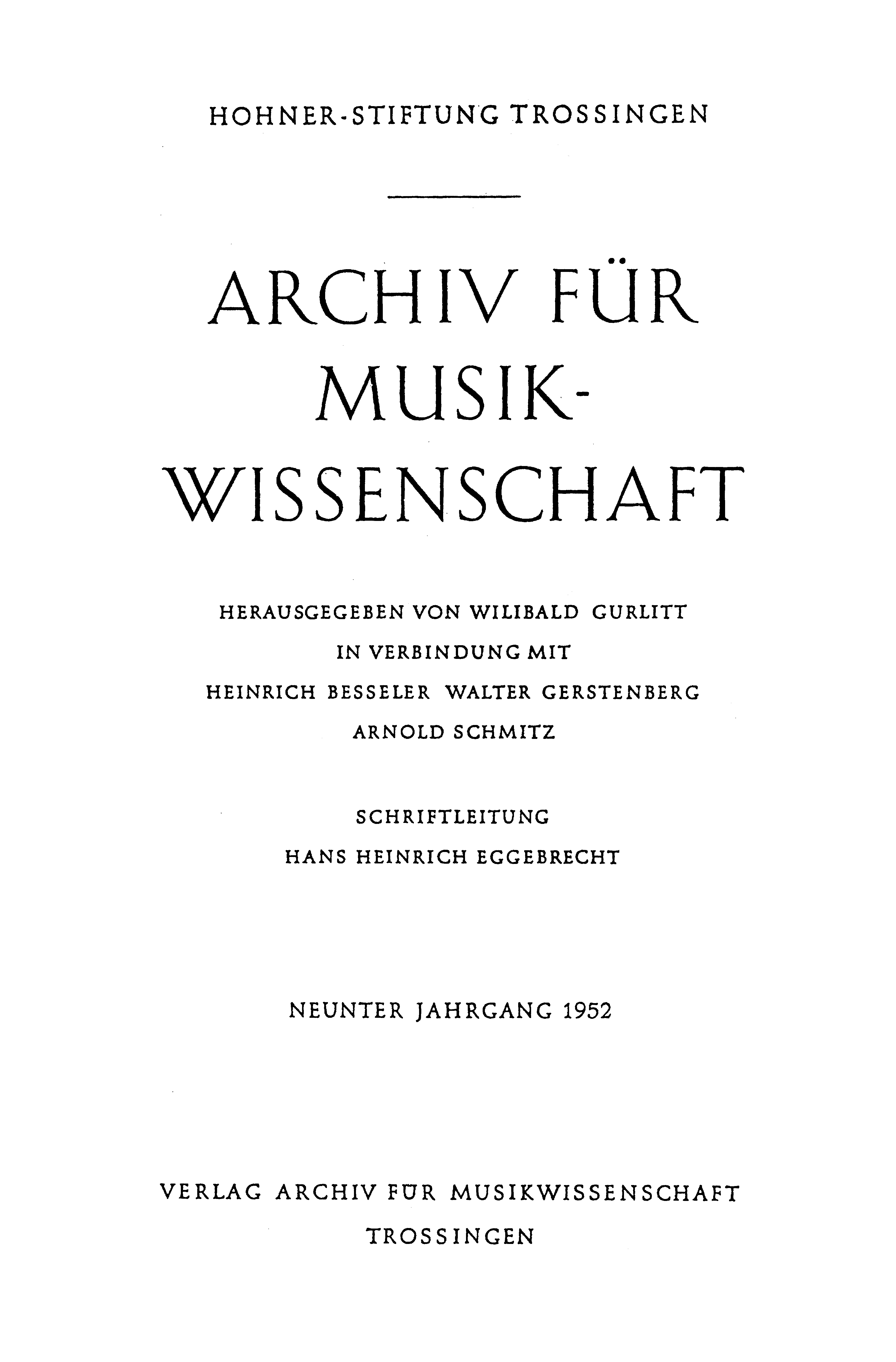
Titelblatt von 1952

Das Archiv für Musikwissenschaft ist eine deutsch- und englischsprachige musikhistorische und musikwissenschaftliche Fachzeitschrift, die Artikel von bekannten Wissenschaftlern und von Nachwuchswissenschaftlern veröffentlicht.
Es wurde 1918 als Nachfolger der Sammelbände der Internationalen Musikgesellschaft von Max Seiffert, Johannes Wolf und Max Schneider gegründet, die auch die ersten Herausgeber waren. Es stand unter dem Patronat des Fürstlichen Instituts für musikwissenschaftliche Forschung zu Bückeburg. Die ersten beiden Jahrgänge 1918/1919 und 1919/1920 erschienen im Verlag Breitkopf & Härtel, danach die Jahrgänge 1921 bis 1926 im Verlag Kistner & Siegel.
Mit dem 8. Jahrgang wurde das Erscheinen der Zeitschrift 1927 zunächst eingestellt, jedoch 1952 mit dem 9. Jahrgang wieder aufgenommen. Herausgeber der Quartalschrift war Wilibald Gurlitt (in Verbindung mit Heinrich Besseler, Walter Gerstenberg und Arnold Schmitz), der die Schriftleitung Hans Heinrich Eggebrecht übertrug. Mit dem 19./20. Jahrgang 1962/1963 wurde das Archiv für Musikwissenschaft vom Franz Steiner Verlag und die Herausgabe von Eggebrecht übernommen, der sie mitsamt der Schriftleitung bis zum 56. Jahrgang (1999) behielt. Seit 2000 gibt Albrecht Riethmüller die Zeitschrift heraus, die Schriftleitung besorgten Frank Hentschel (2000–2006), Gregor Herzfeld (2007–2014) und Andreas Domann (seit 2015).
Seit 1966 wird die Zeitschrift durch die Buchreihe Beihefte zum Archiv für Musikwissenschaft ergänzt. Sie enthält musikwissenschaftliche Monographien, insbesondere Dissertationen und Habilitationsschriften. Es sind bisher (Stand 2018) über 80 Bände erschienen.
Die Zeitschrift hat den Status eines „refereed journal“.
Herausgeber sind (Stand 2018):
- Albrecht Riethmüller, Freie Universität Berlin, verantwortlicher Herausgeber, in Verbindung mit
- Ludwig Finscher, Wolfenbüttel
- Frank Hentschel, Universität zu Köln
- Hans-Joachim Hinrichsen, Universität Zürich
- Birgit Lodes, Universität Wien
- Anne C. Shreffler, Harvard University
- Wolfram Steinbeck, Universität zu Köln